# Rhabdomastix illudens
Rhabdomastix illudens är en tvåvingeart som beskrevs av Alexander 1914. Rhabdomastix illudens ingår i släktet Rhabdomastix och familjen småharkrankar.
Artens utbredningsområde är Bolivia. Inga underarter finns listade i Catalogue of Life.